# Ecnomus totiio
Ecnomus totiio är en nattsländeart som beskrevs av Malicky och Chantaramongkol 1993. Ecnomus totiio ingår i släktet Ecnomus och familjen trattnattsländor. Inga underarter finns listade i Catalogue of Life.